# Cal Brunet
Cal Brunet és una obra de Granyena de les Garrigues (Garrigues) inclosa a l'Inventari del Patrimoni Arquitectònic de Catalunya.

## Descripció
És una casa d'estreta façana de carreus de pedra sense desbastar, en part amagats per l'arrebossat. Consta de planta baixa, dos pisos i golfes. La coberta és a dues aigües amb teula àrab. El més interessant de la construcció és el portal d'arc rebaixat, treballat amb fins blocs de pedra. També resulta interessant la galeria de les golfes, tot i que està una mica malmesa. Al costat dret hi ha unes petites finestres, una tapiada i l'altre tallada per la següent casa que indiquen que l'immoble devia ser més ample en origen.